# Campina Grande
Campina Grande este un oraș în Paraíba (PB), Brazilia.